# C1orf158
C1orf158 (англ. Chromosome 1 open reading frame 158) – білок, який кодується однойменним геном, розташованим у людей на 1-й хромосомі. Довжина поліпептидного ланцюга білка становить 194 амінокислот, а молекулярна маса — 23 067.
| 10         |  | 20         |  | 30         |  | 40         |  | 50         |
| ---------- |  | ---------- |  | ---------- |  | ---------- |  | ---------- |
| MFLTAVNPQP |  | LSTPSWQIET |  | KYSTKVLTGN |  | WMEERRKFTR |  | DTDKTPQSIY |
| RKEYIPFPDH |  | RPDQISRWYG |  | KRKVEGLPYK |  | HLITHHQEPP |  | HRYLISTYDD |
| HYNRHGYNPG |  | LPPLRTWNGQ |  | KLLWLPEKSD |  | FPLLAPPTNY |  | GLYEQLKQRQ |
| LTPKAGLKQS |  | TYTSSYPRPP |  | LCAMSWREHA |  | VPVPPHRLHP |  | FPHF       |

A: Аланін

C: Цистеїн

D: Аспарагінова кислота

E: Глутамінова кислота

F: Фенілаланін

G: Гліцин

H: Гістидин

I: Ізолейцин

K: Лізин

L: Лейцин

M: Метіонін

N: Аспарагін

P: Пролін

Q: Глутамін

R: Аргінін

S: Серин

T: Треонін

V: Валін

W: Триптофан